# Weichselbrücke Grudziądz
Die Weichselbrücke Grudziądz, offiziell Bronisław-Malinowski-Brücke, ist eine kombinierte Straßen- und Eisenbahnbrücke bei der Stadt Grudziądz (dt.: Graudenz) in der polnischen Woiwodschaft Kujawien-Pommern. Sie führt die Landesstraße 16 und die Strecke Nr. 208 der Polnischen Staatsbahnen (PKP) von Laskowice Pomorskie nach Grudziądz (Bahnstrecke Działdowo–Chojnice) über die Weichsel.
Sie ist nach Bronisław Malinowski benannt, der bei den Olympischen Sommerspielen 1980 in Moskau die Goldmedaille über 3000 m Hindernis gewonnen hatte, aber im Jahr darauf bei einem Autounfall auf der Brücke ums Leben kam.

## Eisenbahnbrücke bei Graudenz (1879)
Die zwischen 1876 und 1879 erbaute Eisenbahnbrücke bei Graudenz im damaligen Westpreußen war nach der 1857 fertiggestellten Weichselbrücke Dirschau und der Eisenbahnbrücke bei Thorn (1873) die dritte Eisenbahnbrücke über die Weichsel. Um Eisstaus zu vermeiden, plante man sie nicht an der engsten Stelle des Stroms unmittelbar bei dem kleinen Ort, sondern weiter südlich, wo man zwischen den weiter auseinander liegenden Deichen auch nach dem Einbau der Pfeiler das gleiche Durchflussprofil herstellen konnte.
Die 1092 m lange Brücke wurde mit geringen Abweichungen nach den Plänen für die Eisenbahnbrücke bei Thorn gebaut. Sie hatte 11 Öffnungen mit einer lichten Weite von 94,29 m und 5,5 m starken Pfeilern, die von Schwedlerträgern mit Stützweiten von 97,29 m überbrückt wurden. Wie in Thorn war die etwas über 12 m breite Brücke eingeteilt in 5,0 m für ein Gleis, das durch ein Gitter von der 6,5 m breiten Fahrbahn für die Kutschen und Fuhrwerke getrennt war. An beiden Seiten waren außen Fußgängerwege montiert. Die Unterkante der Eisenkonstruktion lag mehr als 2 m über dem Hochwasser von 1855, dem höchsten überlieferten Wasserstand.
Die Brücke hatte zwar keine Portale oder anderen architektonischen Schmuck, aber an ihrem westlichen Ende waren auf Verlangen des Militärs zwei kleine Blockhäuser mit Schießscharten und ein Tor zum Verschließen der Brücke angeordnet. Am östlichen Ende befanden sich Häuschen für das Brückenpersonal, das auch die beiden Kräne zum Aus- und Einheben der Schiffsmasten bedienen musste.
Im Zweiten Weltkrieg wurde die Brücke 1939 von der polnischen Armee gesprengt, um die deutsche Invasion aufzuhalten. Sie wurde wiederaufgebaut, aber 1945 beim Kampf der Wehrmacht gegen die Rote Armee erneut zerstört.

## Bronisław-Malinowski-Brücke (1951)

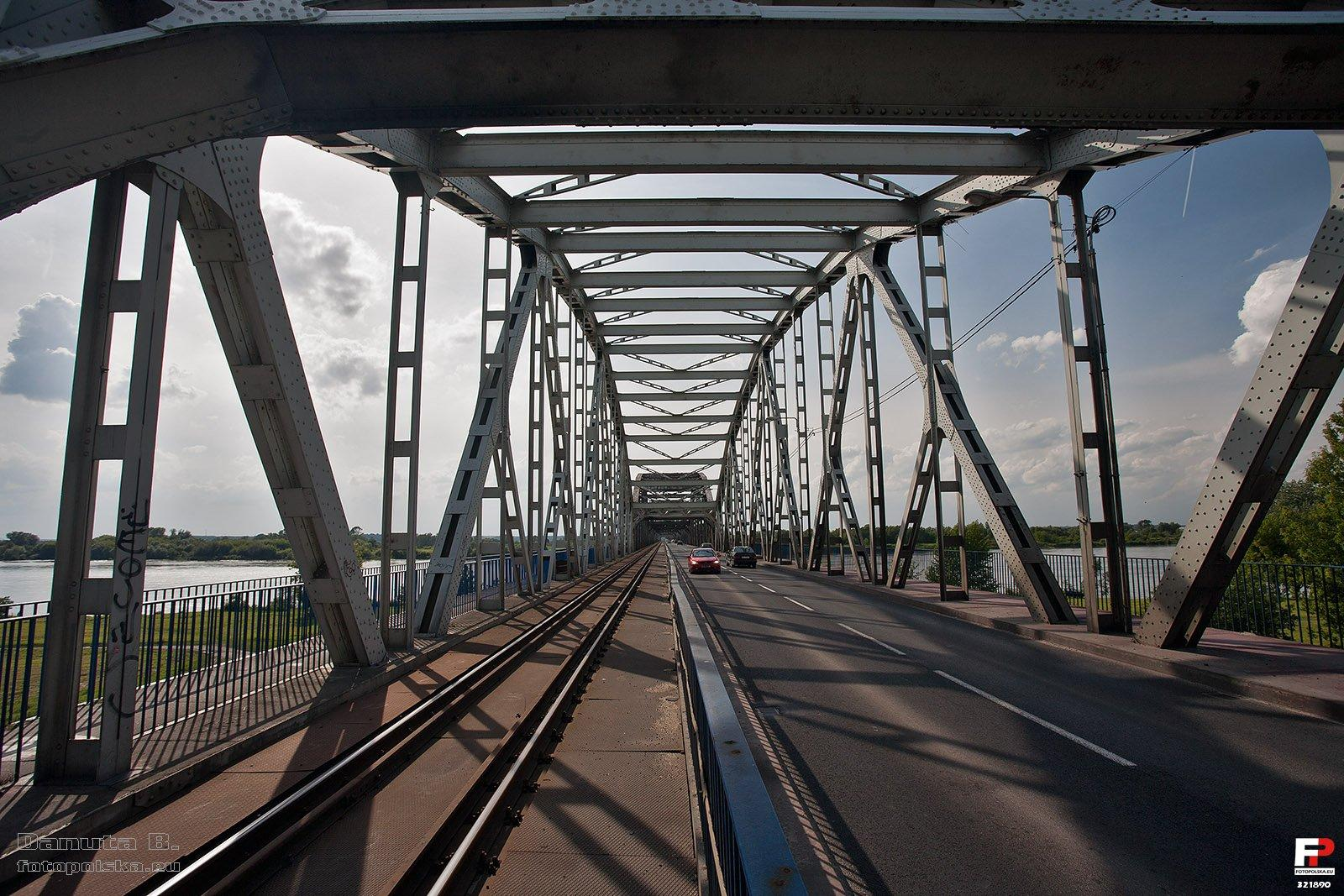
Blick über die Brücke

In den Jahren 1947 bis 1951 wurde die Brücke wieder aufgebaut. Die Pfeiler konnten noch verwendet werden, weshalb die gegenwärtige Brücke wieder 11 Öffnungen mit lichten Weiten von 94,29 m hat. Als Überbau wurden stählerne Fachwerktragwerke mit gebogenem Obergurt nach den Plänen von Franciszek Szelągowski errichtet. Wie zuvor hat die nun ca. 16,50 m breite Brücke ein durch ein Gitter abgetrenntes Eisenbahngleis und zwei Fahrspuren für Kfz.